# Contea di Jackson (Mississippi)
La contea di Jackson (in inglese Jackson County) è una contea dello Stato del Mississippi, negli Stati Uniti. La popolazione al censimento del 2000 era di 131 420 abitanti. Il capoluogo di contea è Pascagoula.